# Ellipszis (nyelvészet)
A nyelvészetben és a retorikában az ellipszis (< görög ἔλλειψις elleipszisz „kihagyás”) terminus szó, szószerkezet vagy összetett mondat tagmondatának kihagyását nevezi meg. Egyes esetekben a hiányzó nyelvi entitás szükséges lenne ahhoz, hogy a mondat helyes legyen, vagy hogy a gondolat kifejezése teljes legyen, de sok esetben nem okoz helytelenséget. Ez az ellipszis legtágabb meghatározása, amelyet a nyelvészetben használnak.
Abból a szempontból is, hogyan érthető meg az, amit kihagynak ellipszis révén, van a nyelvészetben egy tág értelmezés, amely szerint ellipszisről van szó az alábbi esetekben:
- Az ellipszis kontextuális, azaz a kihagyott entitás a diskurzus (szöveg) kontextusának köszönhetően értelmezhető. Ez kétféleképpen lehetséges:
  - A kihagyott entitás jelen van másutt a diskurzusban (szövegben), olykor ugyanabban a mondatban, máskor ezen kívül, például párbeszédben:
    - az ellipszis előtt: Péter Annának mutatta be Róbertet, János pedig Marinak [mutatta be Róbertet];[3]
    - az ellipszis után: Anna a könyvet [olvasta a kertben], Péter pedig a levelet olvasta a kertben.[4]

  - Az ellipszis a diskurzus kontextusából értelmezhető anélkül, hogy a kihagyott entitás jelen lenne benne: Enyhe kocsmaszag [árad] a száguldó földalattin (Csoóri Sándor: Ünnepek után).[5]
- Az ellipszis szituációs, azaz a kommunikatív szituációból (a beszédhelyzetből) értelmezhető. A szituáció elemei lehetnek például a kommunikáció helye, ennek résztvevői, és az a cél, amellyel ott tartózkodnak. Például ha kávéházban vannak, akkor elég ha a vendég annyit kiált oda a pincérnek, hogy Két kávét![6]

Más szerzők az ellipszist szűkebben értelmezik, kivonva a meghatározásából a diskurzus kontextusában jelen lévő entitás kihagyását a kontextus más helyén, és az efféle kihagyást a retorikában használt francia brachylogie, angol brachylogy terminussal nevezik meg.
A retorika foglalkozik egyéb olyan kihagyásokkal is, amelyeket nem ellipszisnek, hanem „aszindeton”-nak, „zeugmá”-nak és „aposziopézis”-nek nevez.
Egyes szerzők megjegyzik, hogy az ellipszis tanulmányozása nem ért el kielégítő szintet a 20. század végén, sem a 21. század elején, és hogy további kutatásokat igényel. A legnagyobb gond az egységes terminológia kialakulatlansága, valamint a nyelvészetben és a retorikában való eltérő értelmezések, ugyanis nem világos, mit jelentenek pontosan az ellipszis, kihagyás, hiány, törlés és a retorikában használt fenti terminusok.
Ebben a szócikkben az ellipszist tágan értelmezzük.

## Az ellipszis okai
Az ellipszisek létének több oka van.
Lehet szó nyelvi hibáról. Anyanyelvüket használó egyes személyek nyelvi hibái megsérült agyuk rendellenes működésének tudható be többek között a helytelen ellipszis is. Ilyet is okoz például a Broca-afázia, például egy olyan megnyilatkozásban, mint Két … orvos, és ... harminc perc ... és ... igen ... és ... kórház. Egészséges agyú személyeknél szó lehet a nyelv szabályainak nem ismerése miatt elkövetett helytelen ellipszisről, főleg idegen nyelv használatakor.
Az ellipszis legfőbb oka a nyelv gazdaságosságot célzó tendenciája, főleg a beszédben. Szathmári 2008 megjegyzi, hogy ez a tendencia egyre jelentősebb a beszélt nyelvhasználatban a 20. század második fele óta. Emiatt keletkeztek ellipszisek a nyelvtörténet során és folyamatosan keletkeznek szószerkezetek és mondatok rövidülése útján, és ennek következményeként olyan szavak és kifejezések jöttek és jönnek létre, amelyek átveszik az egész eredeti entitás jelentését. Ez az esete a mobiltelefon összetett szóban történő ellipszisnek, amiből a mobil szó marad meg, vagy a Jó reggelt kívánok! mondatban történőnek, amelyből Jó reggelt! lesz.
Ugyancsak gazdaságossági okokból az ellipszis egyes nyelvi entitások megismétlését hivatott kiküszöbölni, például párbeszédekben. Ezekben a megnyilatkozások már ismert része elmarad, s a megszólalások során csak az új információk jelennek meg. Eszerint a kérdőszóval kezdődő kérdésre a válaszban rendszerint csak az jelenik meg, amire a kérdőszó vonatkozik:
- (magyarul) – Hol van az újság? – Itt [van az újság];[16]
- (angolul) – Where are you going? – [I am going] to town ’– Hová mész? – A városba [megyek]’;[15]
- (franciául) – Où est-il ? – [Il est] chez sa mère ’– Hol van (ő)? – Az anyjánál [van ő];[1]
- (románul) – Cine a venit? – Mama [a venit] ’– Ki jött? – A mama [jött].[17]

Olykor az ellipszist szabály teszi kötelezővé. Például kötelező elhagyni az alanyt parancsoló felszólító módú igével, hacsak nem nyomatékosított a megnyilatkozás címzettjének a grammatikai személye, olyan nyelvekben is, amelyekben más igemódokban általában kötelező kitenni az alanyt, mint az angol vagy a francia:
- (angolul) Go home! ’Menj(etek)/Menjen(ek) haza!’;[18]
- (franciául) Venez demain ! ’Jöjjetek/Jöjjön/Jöjjenek holnap!’[19]

## Ellipszistípusok
Azon a szemponton kívül, hogy mi révén érthető meg a kihagyott entitás, amely szerint van kontextuális és szituációs ellipszis, az ellipszist másként is kezelik: nyelvtani, lexikai és stilisztikai nézetben. Sokszor ugyanazt az ellipszist egynél több nézőpontból is lehet tekinteni. Például az Enyhe kocsmaszag [árad] a száguldó földalattin mondatban az ellipszis egyben grammatikai és stilisztikai.

### Grammatikai ellipszis
Grammatikailag az ellipszis a legtágabb értelmű. Szintaktikai (mondattani) szempontból akármilyen szófajjal kifejezett akármelyik mondatrész, valamint viszonyszók kihagyásából állhat. Az ellipszis morfológiai (alaktani) is lehet, például amikor összetett igealak egyik része kihagyásáról van szó. Vannak több nyelvben analóg grammatikai ellipszisek, de olyanok is, amelyek egy adott nyelvben megvannak, de más nyelvben nem lehetségesek.
Olyan nyelvekben, amelyekben az alanyt kifejezheti az ige személyragja is, legalábbis bizonyos igealakok esetében, a külön szóval kifejezett alany elhagyható nemcsak parancsoló felszólító módban, hanem általában akkor is, ha a grammatikai személy nem nyomatékosított:
- (magyarul) [Te] jól beszélsz magyarul;[20]
- (olaszul) [Io] lavoro ’[Én] dolgozom’;[18]
- (románul) [Noi] mergem la plimbare ’[Mi] sétálni megyünk’;[14]
- (BHMSz)[21] Što [ti] činiš danas? ’[Te] mit csinálsz ma?’[22]

Olyan nyelvekben is, amelyekben általában ki kell tenni, kihagyják az alanyt ismétlése kiküszöbölése céljából, ha több igének ugyanaz az alanya: II court, [il] saute, [il] trépigne, [il] hurle ’(Ő) futkos, ugrál, toporzékol, ordibál’.
Egyes szerzők szerint akkor is ellipszisről van szó, amikor egy igének és egy igenévnek ugyanaz az alanya, olyan nyelvekben, amelyekben ez a szerkezet gyakori és általában kötelező, pl. (angolul) Louise stopped smoking ’Louise már nem dohányzik’ szó szerint ’... elhagyta a dohányzást’.
Az alany kihagyható akkor is, ha megengedi a kommunikációs szituáció. Például ha résztvevői pályaudvaron vannak és vonatra várnak, a beszélő (oroszul) Вот идёт поезд Vot igyot pojezd ’Jön a vonat’ helyett azt mondhatja a közlés címzettjének, hogy Вот идёт Vot igyot ’Jön’.
Az igei állítmány kihagyható részben vagy egészében ismétlés kiküszöbölése céljából:
- (magyarul) Péter négy könyvet olvasott, Anna meg hatot [olvasott];[4]

Tegnap ő írt meg egy verset, holnap meg Mari fog [megírni egy verset];
– Felvetted az új bundádat? – Fel[vettem];
- (angolul) Caroline plays the flute and Louise [plays] the piano ’Caroline fuvolán játszik, Louise pedig zongorán [játszik];[27]
- (franciául) Chacun prend ce qui lui tombe sous la main : Jacques [prend] une pioche, Charles [prend] une fourche et Étienne [prend] un gros caillou ’Mindegyik azt veszi fel, ami a keze ügyébe kerül: Jacques egy csákányt [vesz fel], Charles egy villát [vesz fel], Étienne pedig egy nagy követ [vesz fel];[23]
- (oroszul) Дайте мне две пятёрки, а я вам [дам] десятку Dajtye mnye dve pjatyorki, a ja vam [dam] gyeszjatku ’Adjon nekem két ötöst, én meg adok magának egy tízest’ (kihagyva a második tagmondat állítmánya);[28]
- (románul) – Ai mâncat? – Am [mâncat] ’– Ettél? – Igen’ (az igenlést az összetett múlt alakú ige segédigéje fejezi ki az igealak második, melléknévi igenévvel kifejezett része nélkül);[29]

Au cântat și [au] dansat toată noaptea ’Egész éjjel énekeltek és táncoltak’ (kihagyva a második, összetett múlt alakú ige segédigéje).
A névszói állítmányt is érheti kihagyás: A könyv nagyon [unalmas volt], a levél viszont csak kissé unalmas volt.
Olykor csak a kopulát hagyják ki. Egyes nyelvekben, mint a magyarban a van, vagy az oroszban a быть bity ’van’ kopulát kötelező kihagyni egyes igealakok esetén, ha nem nyomatékosított. A magyar nyelvben ez a kijelentő mód jelen idő harmadik személyére vonatkozik, az oroszban ezen igemód és igeidő mindegyik személyére:
- (magyarul) Péter tanár;[30]
- (oroszul) Моя мать врач Moja maty vracs ’Édesanyám orvos’.[28]

Egyéb nyelvekben kihagyható a megismétlődő kopula:
- (franciául) Tu seras dame, et moi [je serai] comte ’Te hölgy leszel, én meg gróf [leszek]’ (Victor Hugo);[1]
- (románul) El era vesel, iar ea [era] tristă ’Ő (hímnem) vidám volt, ő (nőnem) pedig szomorú [volt].[29]

A tárgyat és a határozókat is ki lehet hagyni:
- (magyarul) Adjon Isten [jó napot]!;[5]
- (angolul) It’s your turn to deal [the cards] ’Rajtad a sor [a kártyákat] osztani’;[18]
- (franciául) Je partirai avec [votre permission] ou sans votre permission ’Beleegyezésével vagy anélkül, de el fogok menni’ szó szerint ’El fogok menni [beleegyezésé]vel vagy beleegyezése nélkül’;[1]
- (oroszul) Да, мне нравилась девушка в белом, / А теперь я люблю [девушку] в голубом Da, mnye nravilasz gyevuska v belom, / A tyeperj ljublju [gyevusku] v golubom „Igen, tetszett nekem a fehérbe (öltözött) lány, / De most a kékbe (öltözött) [lányt] szeretem’ (Szergej Jeszenyin).[31]

Olykor hiányzik a jelző alaptagja:
- (franciául) le plus beau [tango] de tous les tangos du monde ’a legszebb [tangó] a világ összes tangói közül’;[32]
- (oroszul) 1я Конная [армия] 1ja Konnaja [armija] ’az 1. Lovas [hadsereg]’.[28]

A magyarban kihagyható a névutó: Anna a könyv [alatt], Péter pedig a levél alatt talált egy kulcsot.
Más nyelvekben ennek elöljárószó felel meg. A franciában fakultatív egyes határozókban, pl. [à] la veille du débarquement ’a partraszállás előestéjén’;
A román nyelvben hiányozhat az ún. elöljáró értékű szókapcsolat (în afara mea și a [în afara] ta) vagy ilyen szókapcsolatból az utolsó elöljáró: în afară de mine și [de] tine. Mindkét szerkezet jelentése ’kívülem és kívüled’.
Kötőszó is elmaradhat, például a hogy és megfelelői, egyes nyelvekben akkor is, ha nem ismétlődik:
- (magyarul) Úgy hallottam, (hogy) már lehet a piacon kapni cseresznyét;[35]
- (angolul) I think (that) you are ill ’Azt hiszem, (hogy) beteg vagy’.[36]

Más nyelvekben csak abból a célból hagyható ki a hogy megfelelője, hogy ne ismétlődjön:
- (franciául) Elle passa dans la chambre de Jacques s'assurer que celui-ci dormait et [qu'il] ne s'était pas découvert ’Betért Jacques szobájába megbizonyosodni arról, hogy alszik és [hogy] nem takarózott ki’.[37]
- (románul) I-am spus că plec, dar [că] mă întorc repede ’Azt mondtam neki, hogy elmegyek, de [hogy] hamar visszajövök’.[38]

A franciában vannak olyan, a que kötőszóval végződő kötőszó értékű szókapcsolatok, amelyek első része nem ismétlődhet meg, de a kötőszót meg kell tartani: J’avais un horaire des bus périmé, si bien que j’ai raté le dernier bus et [si bien] que j’ai dû rentrer à pied ’Lejárt buszmenetrendem volt, úgyhogy lekéstem az utolsó buszt, és gyalog kellett hazamennem’.
Olykor egész mondat hiányzik, összetett mondat tagmondata vagy párbeszédben nem megismétlődő mondat:
- (magyarul) Úgy szaladgál, mint [ahogy az szaladgál,] aki elvesztette a fejét;[40]
- (oroszul) – Вы очень изменились. – Разве [мы очень изменились]? – Vi ocseny izmenyilisz – Razve [mi ocseny izmenyilisz] ’– Nagyon megváltoztatok. – Vajon [nagyon megváltoztunk]?’;[24]
- (románul) [Ce bine ar fi] de-aș ajunge mai degrabă la târg, zise Prepeleac ’Bár hamarabb érnék a vásárba! – mondta Prepeleac’ (szó szerint ’[De jó lenne,] ha hamarabb érnék a vásárba, mondta Prepeleac’) (Ion Creangă);[41]
- (BHMSz) Hodali smo [tako da smo stavljali] nogu pred nogu szó szerint ’Mentünk [úgy, hogy tettünk] lábat láb elé’.[42]

Írásban, a irodalmon kívül előforduló ellipszis sajátos esete az ún. távirati stílushoz tartozó. Tulajdonképpeni táviratban jelent meg. Például elhagyták benne az alanyt olyan nyelvekben, amelyekben rendszerint kötelező lett volna kitenni:
- (angolul) Arriving tomorrow ’Holnap érkezem/érkezünk’;[18]
- (franciául) Arriverons demain ’Holnap érkezünk’.[23]

Előfordul naplókban is. A franciában olykor az alanyon kívül segédigét is kihagynak: Hier [j'ai] passé la journée dans la belle grange ’Tegnap a szép csűrben töltöttem a napot’ (az alany és az összetett múlt segédigéjének a kihagyása) (Julien Green ).
Sokkal hiányosabb szöveg is előfordul naplóban, pl. Aritmiás, esztraszisztolés nap, szédülésekkel. Nikotin… és az egész (Márai Sándor: Napló 1943–1944).

### Lexikai ellipszis
Így nevezik egyes szerzők a jelentéstapadást. Az ilyen ellipszis szószerkezetek és mondatok rövidüléséből származik, és következtében a megmaradó szó vagy kifejezés átveszi a teljes eredeti entitás jelentését. Egyes esetekben a szószerkezet maga kiment a nyelvhasználatból, mások esetében az eredeti entitás párhuzamosan használt a származékával, esetleg a nyelv különböző megnyilvánulásaiban: beszélt nyelv és írott nyelv, hivatalos nyelv és szokásos nyelvi regiszter stb.
Szószerkezetekből származó szavak:
- (magyarul) farkas [állat],[45] gyulai [kolbász];[46]
- (franciául) [un bateau à] trois mâts ’három árbócos [hajó]’;[47]
- (románul) [pătlăgea] roșie ’paradicsom’ (szó szerint ’piros [padlizsán]’;[41]
- (oroszul) [имя] прилагательное imja prilagatyeljnoje ’melléknév’ (szó szerint ’hozzátennivaló [név]’).[48]

Mondatokból származó szavak, köszöntések, udvariassági formulák, jókívánságok és egyéb rögzült kifejezések:
- (magyarul) Csókolom [a kezét]!;[5]
- (franciául) Adieu! ’Isten veled/veletek/önnel/önökkel!’ < Je vous recommande à Dieu ’Istennek ajánlom önt!’;[49]
- (oroszul) [Желаю вам] доброе утро [Zselaju vam] dobroje utro ’Jó reggelt [kívánok nektek/magának/maguknak/önnek/önöknek]’;[50]
- (románul) Nici vorbă [nu este]! ’Szó sincs róla!’ (szó szerint ’Se szó [nincs]!’).[14]

### Stilisztikai ellipszis
A retorikában az ellipszis egyike az alakzatoknak. A szokásos beszédben és olyan irodalmi művekben, amelyek ezt tükrözik gyakran szolgál arra, hogy a nyelvhasználó minél kifejezőbbé tegye megnyilvánulásait, kifejezze érzelmeit. A beszédben ehhez hozzájárulnak a szupraszegmentális tényezők és a testbeszéd: hangsúlyozással való nyomatékosítás, hanglejtés, szünet, illetve testtartás, mozdulatok, arckifejezés. Írásban a prozódiai elemeket olyan írásjelek próbálják tükrözni, mint a felkiáltó jel, esetleg kérdőjellel társítva, a hármaspont stb.
Például egy rendelés erélyesebb és ugyanakkor lenézést fejez ki, ha állítmány nélkül kiáltják:
- (magyarul) Két kávét!;[6]
- (oroszul) Шампанского! Sampanszkovo! ’Pezsgőt!’ (Anton Csehov).[51]

Stilisztikai ellipszis az elharapott mondat is. Például indulatosan fejez ki tagadást, elhárítást, visszautasítást a hiányos Fenét! mondat.
Valamennyire enyhített fenyegetésre használnak olyan mondatot, amely feltételes mellékmondattal kezdődik, de elhagyják a főmondatot. Beszédben emelkedő hanglejtése van és szünet követi: (franciául) Si tu continues à m'agacer... ! ’Ha még sokat idegesítesz...!’
A retorikában „ellipszis”-nek csak egyes szó, szószerkezet vagy mondat kihagyásán alapuló alakzatot neveznek. Egyebeket más elnevezésekkel vesznek számba.
Például a két utóbbi elharapott mondatot mint alakzatot „aposziopézis”-nek nevezik.
Nyelvi entitás kihagyását ismétlésének kiküszöbölése céljából franciául brachylogie-nak, angolul brachylogy-nak nevezik a retorikában. Példák:
- (franciául) Les mains cessent de prendre, les bras d'agir, les jambes de marcher szó szerint ’A kezek megszűnnek fogni, a karok cselekedni, a lábak járni’ (Jean de La Fontaine);[8]
- (románul) De-ai aripi ți le-ascunde, de-ai nimburi de asemeni szó szerint ’Ha szárnyaid vannak, rejtsd el, ha nimbuszaid vannak, szintén’ (Tudor Arghezi);[53]
- (oroszul) Дан приказ ему на запад, / Ей в другую сторону Dan prikaz jemu na zapad, / Jej v druguju sztoronu szó szerint ’Adva parancs neki (hímnem) nyugatra, / Neki (nőnem) máshova’ (Mihail Iszakovszkij (wd)).[28]

Az „aszindeton” terminus a kötőszavakra korlátozza a kihagyást. Ez feszültséget kelt azáltal, hogy nehezebben értelmezhetővé teszi a szöveget:
- (magyarul) Az igazság délkörök, népek, véralkatok szerint más és más (Kosztolányi Dezső: Igazság és szépség);[54]
- (franciául) Sous les sabres prussiens, ces vétérans [...] / Tremblaient, hurlaient, pleuraient, couraient szó szerint ’A porosz kardok alatt ezek a veteránok [...] / Reszkettek, üvöltöttek, sírtak, futottak’ (Victor Hugo);[55]
- (románul) Trebuiră să plece, să fugă, să scape ’El kellett menniük, futniuk, menekülniük’ (Zaharia Stancu (wd)).[56]

A zeugma olyan ismétlést kiküszöbölő kihagyás, amely nyomán a megmaradó elem átveszi a hiányzó funkcióját, több mondatrészre is vonatkozik, de logikai szempontból csak az egyikre vonatkozhatna: Hol rózsák és asszonyok nyílnak (Ady Endre: Özvegy legények tánca).
Dubois 2002 hozzáteszi a zeugma meghatározásához, hogy többnyire gúny kifejezésére használják, pl. (franciául) Napoléon était maigre et officier d'artillerie ’Napóleon sovány volt és tüzértiszt’.

## Kapcsolódó szócikk
- Alakzat (retorika)
- Detrakció